# Edmond Becquerel
Alexandre-Edmond Becquerel (24 tháng 3 năm 1820 - 11 tháng 5 năm 1891), được biết đến dưới cái tên Edmond Becquerel, là một nhà vật lý người Pháp nghiên cứu quang phổ mặt trời, từ học, điện và quang học. Ông được cho là đã phát hiện ra hiện tượng quang điện, nguyên lý hoạt động của pin mặt trời vào năm 1839. Ông cũng nổi tiếng với những công trình về hiện tượng phát quang. Ông là con của Antoine César Becquerel và cha của Henri Becquerel, một trong những người phát hiện ra chất phóng xạ.

## Tiểu sử
Edmond Becquerel sinh ra ở Paris và lần lượt là học trò, trợ lý và người kế nhiệm cha của mình tại Bảo tàng Lịch sử Tự nhiên Quốc gia Pháp. Năm 1849, ông được bổ nhiệm làm giáo sư tại Viện Nông học ngắn hạn ở Versailles và năm 1853 đã được làm chủ tịch vật lý tại Trường Kỹ nghệ Quốc gia Pháp. Ông đã cùng với cha mình thục hiện nhiều công trình nghiên cứu.

## Thiết bị quang điện đầu tiên
Năm 1839, ở tuổi 19, ông đã thử nghiệm trong phòng thí nghiệm của cha mình, Edmond Becquerel đã tạo ra pin quang điện đầu tiên trên thế giới. Trong thí nghiệm này, bạc chloride được đặt trong dung dịch axit và chiếu sáng trong khi kết nối với điện cực platin, tạo ra điện áp và dòng điện.. Do đó hiệu ứng quang điện cũng đã được biết đến như là "hiệu ứng Becquerel".

## Những phát hiện về nhiếp ảnh
Edmond Becquerel là một người tiên phong trong nhiếp ảnh. Vào năm 1840, ông phát hiện ra rằng các muối halogen bạc, vốn không nhạy cảm với ánh sáng đỏ và vàng, lại nhạy cảm khi tiếp xúc với ánh sáng xanh, tím và tia tử ngoại, cho phép việc xử lí theo phương pháp daguerreotype trong phòng với ánh sáng đỏ hoặc vàng mạnh mà không cần hóa chất nào khác. Trong thực tế phương pháp này rất ít được sử dụng. Vào năm 1848, ông đưa ra những bức ảnh chụp dải ánh sáng và những bức ảnh khác nhờ phương pháp tương tự với phương pháp của Gabriel Lippmann, nhưng khoảng thời gian chụp ảnh rất lâu và hình ảnh không thể được ổn định, màu sắc thì chỉ tồn tại ở trong bóng tối., Tuy nhiên, công trình này được dựa trên những phát hiện của J. T. Seebeck vào trước năm 1810.

## Nghiên cứu khác
Edmond Becquerel đã đặc biệt quan tâm đến nghiên cứu về ánh sáng, điều tra các hiệu ứng quang hóa và các đặc tính quang phổ của bức xạ mặt trời và ánh sáng hồ quang điện và các hiện tượng phát quang, đặc biệt là do sulfide và các hợp chất của urani. Nó liên quan đến những yêu cầu sau này mà ông đã phát minh ra máy quang phổ, một thiết bị cho phép khoảng cách giữa tiếp xúc với nguồn ánh sáng và quan sát các hiệu ứng kết quả được biến đổi theo ý muốn và đo chính xác.
Ông đã khảo sát các thuộc tính thuận từ và nghịch từ của các chất và quan tâm sâu sắc đến các hiện tượng phân hủy điện hóa, tích lũy nhiều bằng chứng ủng hộ định luật điện phân Faraday và đưa ra một tuyên bố sửa đổi về nó, nó dự kiến sẽ bao gồm một số ngoại lệ rõ ràng. Năm 1853, Edmond Becquerel khám phá ra sự phát xạ nhiệt.

## Các công bố
Năm 1867 và 1868 Becquerel công bố "La lumière, ses causes et ses effets (Light, its Causes and Effects)", hai tập luận án mà đã trở thành một văn bản chuẩn. Nhiều bài báo và bình luận của ông đã xuất hiện trên các tạp chí khoa học Pháp, chủ yếu là Viện hàn lâm khoa học Pháp, từ năm 1839 cho đến một thời gian ngắn trước khi ông qua đời vào năm 1891.

## Danh hiệu và giải thưởng
Edmond Becquerel được bầu làm thành viên của Viện Hàn lâm Khoa học Hoàng gia Thụy Điển năm 1886.
Giải Becquerel Lưu trữ ngày 2 tháng 6 năm 2018 tại Wayback Machine cho "thành tích xuất sắc trong quang điện" được trao giải hàng năm tại Hội nghị và Triển lãm Năng lượng Mặt trời Châu Âu (EU PVSEC).